# Парресія
Парресія — (з давньогрецької ἡ παρ-ρησία - «вільна промова», «відкритість», «правдивість», «нестриманість на слово») стиль промов та в певних випадках стиль життя, згідно з яким паресіаст (з давньогрецької ο παρρεσιαστες — «той, хто говорить правду») завжди публічно висловлює істину, об'єктивність якої збігається із суб'єктивним баченням самого промовця. Важливий внесок у дослідженні цього поняття вніс Мішель Фуко, зокрема у своїй праці «Дискурс і істина», на прикладах текстів Евріпіда, Платона, Галена, Плутарха.
Уперше слово «парресія» було вжите в трагедіях Евріпіда (484—407рр до н.е) і поширюється в інших давньогрецьких текстах вкінці V ст. до н. е. На нього можна натрапити в патристичних працях, написаних в кінці IV і в V ст. н.  е., наприклад, його неодноразово вживає Іоанн Златоуст.
Спосіб висловлювання паресіаста позбавлений риторичних прийомів і базується на п'яти основних компонентах:
- щирість — промовець виголошує свої думки абсолютно відверто і відкрито, без застосування риторичних фігур, не маніпулюючи публікою;
- істинність — промовець є тим, хто пізнав істину, тому він не може говорити неправду;
- небезпека — промовець ризикує життям, висловлюючи істину, наприклад, правителю, або тому, хто вирішує долю промовця;
- критика — промовець критикує не особу, а вчинок;
- зобов'язання — той, хто пізнав істину, не може замовчувати її, а навпаки зобов'язаний допомогти тим, кому вона не відкрилася, навіть проти їхньої ж волі.[1]